# John Russell (Musiker)

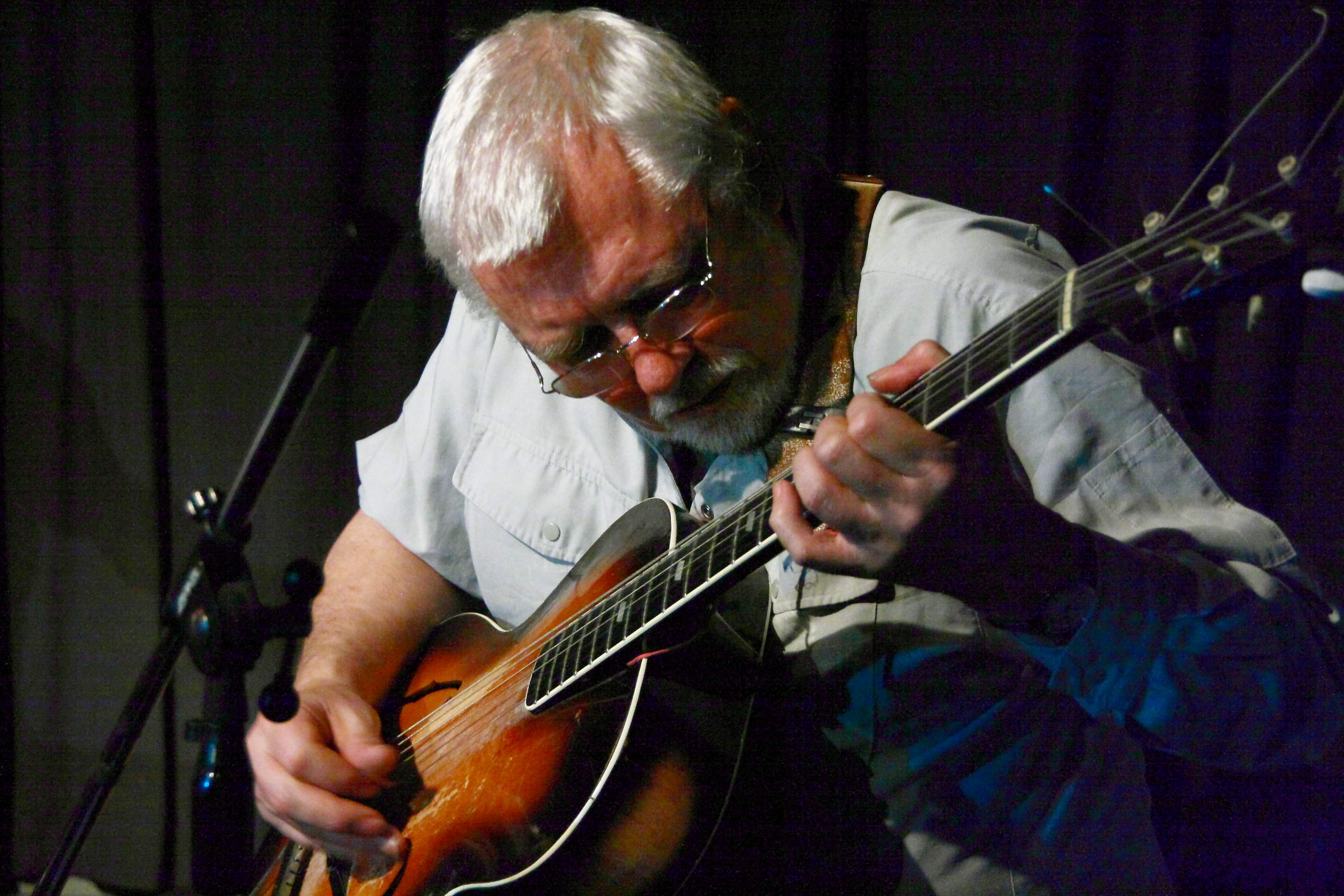
John Russell im Club W71, Januar 2011

John Russell (* 19. Dezember 1954 in London; † 18. Januar 2021) war ein britischer Gitarrist im Bereich des Free Jazz und der Neuen Improvisationsmusik.

## Leben und Wirken
Russell begann 1965, als er in Kent lebte, mit dem Gitarrenspiel und fing ab 1971 an, in und um London aufzutreten. Ab 1972 gehörte er zur Szene der britischen freien Improvisation und spielte in Clubs wie dem Little Theatre Club, Ronnie Scott’s, The Institute of Contemporary Arts, sowie im Rahmen von Veranstaltungen der Musicians’ Co-Op und dem London Musicians’ Collective. Zunächst war er von Derek Bailey beeinflusst. 1973 gehörte er dem Ensemble Free Space an (Album Life Amid the Artefacts); 1974 spielte er im Quintett mit dem Pianisten Steve Beresford (Teatime). Von 1974 an arbeitete er auch als Lehrer, hatte Fernseh- und Radioauftritte und ging auf ausgedehnte Tourneen im Vereinigten Königreich und Europa. 1978 erschien sein erstes Album mit Solo-Improvisationen (From Next to Last).

Im Juni 1980 trat Russell in der Band von Günter Christmann zusammen mit Maggie Nichols, Maarten Altena, Paul Lovens auf dem Jazzfestival Moers auf; 1981 gründete er die Formation Quaqua und nahm dann eine Reihe von Alben für die Label Emanem und ACTA auf, u. a. mit John Butcher und Phil Durrant. 1988 war er Mitbegründer der langjährigen Konzertreihe im Bereich der improvisierten Musik MOPOMOSO.
Neben seinen eigenen Projekten arbeitete Russell Anfang der 1990er Jahre im Butcher/Durrant/Russell Trio, dem Chris Burn Ensemble (Navigations 1997), im Duo mit Stefan Keune, außerdem mit Roger Turner, Phil Minton, Gina Southgate, Evan Parker, Hugh Davies und Luc Houtkamp sowie in der Formation London Air Lift (1996/87) mit Evan Parker, John Edwards und Mark Sanders. 2005 spielte er im Evan Parker Oktett sowie im Ensemble von Lol Coxhill, 2006 wirkte er mit in einer Formation mit John Butcher, Roger Turner, Thomas Lehn, Dorothea Schürch und Günter Christmann. Mit Roger Turner und Michel Doneda trat er im Trio auf. Im Bereich des Jazz war er laut Tom Lord zwischen 1973 und 2018 an 77 Aufnahmesessions beteiligt, zuletzt im Trio Blurb mit Mia Zabelka und Maggie Nicols.
Russell starb im Januar 2021 an den Folgen einer Krebserkrankung.

## Diskographische Hinweise

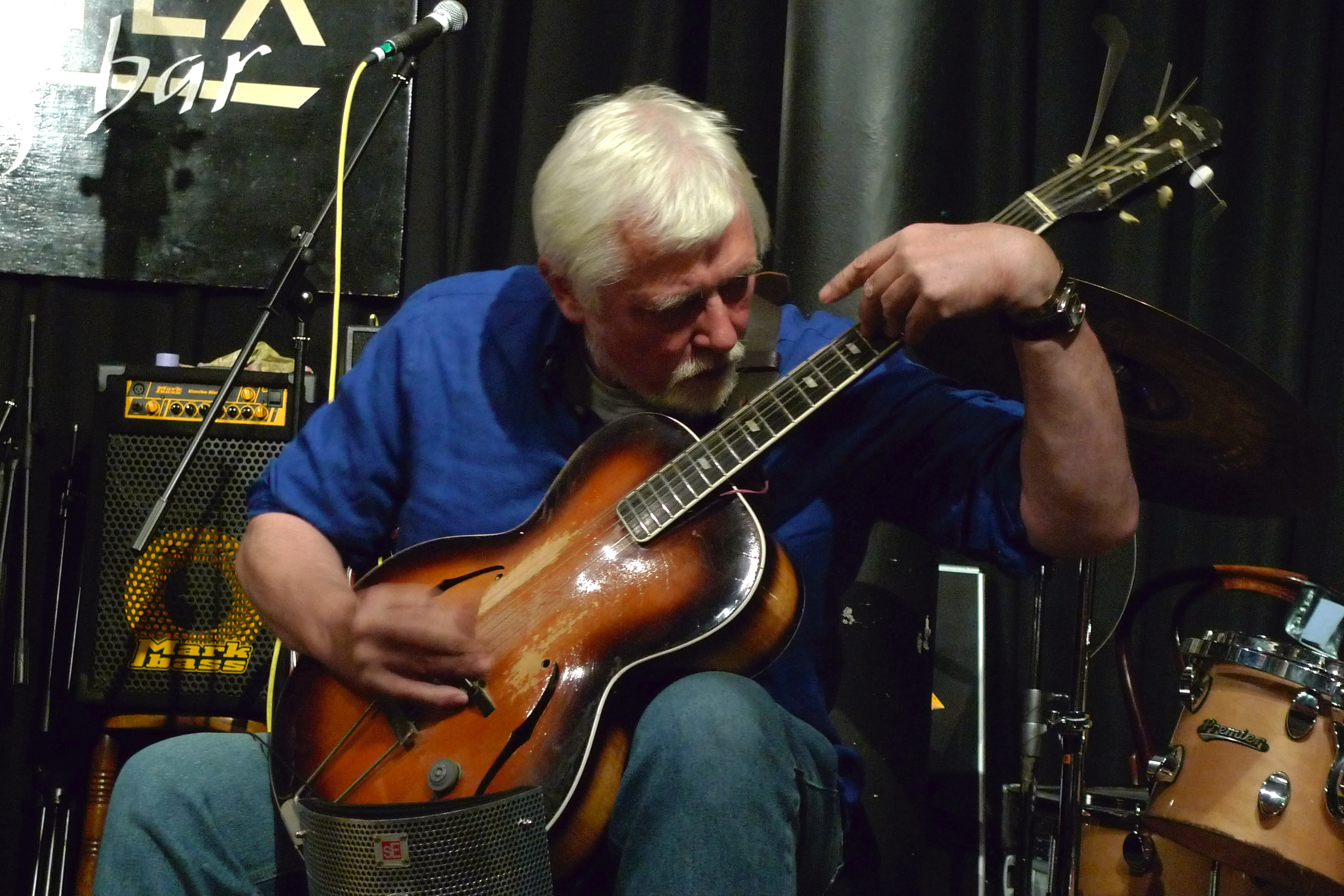
John Russell im Vortex Club London 2010

- The Fairly Young Bean (Emanem, 1981) mit Maarten Altena, Terry Day
- Concert Moves (Randomacoustics, 1995)
- The Second Sky (Emanem, 2001)
- From Next to Last (Emanem, 2001–02) solo
- Experts & Offerings (ACTA, 2000) Russell & Stefan Keune
- Frequency of Use (Nurnichtnur Berslton) mit Stefan Keune
- Three Planets  (Emanem, 2003) mit Ute Völker, Mathieu Werchowski
- John Russell / Ståle Liavik Solberg: No Step (Hispid, 2014)
- John Russell, Ray Russell, Henry Kaiser & Olie Brice: The Dukes of Bedford (Balance Point Acoustics, 2020)

## Lexikalischer Eintrag
- Richard Cook, Brian Morton: The Penguin Guide to Jazz Recordings. 8. Auflage. Penguin, London 2006, ISBN 0-14-102327-9.